# 6126 Hubelmatt
6126 Hubelmatt è un asteroide della fascia principale. Scoperto nel 1989, presenta un'orbita caratterizzata da un semiasse maggiore pari a 2,2162050 UA e da un'eccentricità di 0,1221561, inclinata di 2,85797° rispetto all'eclittica.
L'asteroide è dedicato al borgo Hubelmatt, sede dell'Osservatorio di Hubelmatt.